# 內弗冰原島峰
78°17′S 160°54′E / 78.283°S 160.900°E
內弗冰原島峰（英語：Névé Nunatak），是南極洲的冰原島峰，位於希拉里海岸，處於哈弗韋冰原島峰以北，在1957年由新西蘭探險隊測量和命名，現時由南極條約體系管理。